# ذا الرويضة (ردفان)

تعديل مصدري - تعديل

ذا الرويضـة هي إحدى قرى عزلة الحبيلين بمديرية ردفان التابعة لمحافظة لحج، بلغ تعداد سكانها 2 نسمة حسب تعداد اليمن لعام 2004.